# Licoa
Licoa (en griego, Λυκόα) fue una antigua ciudad griega situada en Arcadia.
Según la mitología griega, la ciudad fue fundada por Licio, hijo de Licaón.
Posiblemente sea la misma que cita Pausanias con el nombre de Licea, de la que dice que fue una de las poblaciones pertenecientes al territorio de Ménalo que se unieron para poblar Megalópolis. Añade que estaba situada en los confines del monte Menalio, no lejos de Peretes y de Sumatia y que se conservaba un santuario y una estatua de bronce de Ártemis Licoátide.
A veces se confunde con otra ciudad llamada a veces Licoa y a veces Licea que estaba también en Arcadia y que se hallaba cerca del río Alfeo.  